# Кудрявцев, Иван Сергеевич
Ива́н Серге́евич Кудря́вцев (25 ноября 1923, Цибикнур, Краснококшайский кантон, Марийская автономная область, РСФСР, СССР ― 29 мая 2009, Самара, Россия) ― советский военачальник. В годы Великой Отечественной войны ― командир огнемётного взвода 4 отдельного батальона химической защиты на Северо-Западном фронте, начальник химической службы 929 отдельного батальона связи 47 стрелковой дивизии на 1 Украинском, 1 и 2 Белорусском фронтах, старший лейтенант. Начальник химических войск Приволжского военного округа (1973―1983), генерал-майор технических войск (1978). Член ВКП(б) с 1945 года.

## Биография
Родился 25 ноября 1923 года в с. Цибикнур ныне Медведевского района Марий Эл в русской крестьянской семье.
В июне 1941 года призван в РККА. Участник Великой Отечественной войны: в 1942 году окончил Калининское военное училище химической защиты, командир огнемётного взвода 4 отдельного батальона химической защиты на Северо-Западном фронте, лейтенант; начальник химической службы 929 отдельного батальона связи 47 стрелковой дивизии на 1 Украинском, 1 и 2 Белорусском фронтах, старший лейтенант. В 1945 году вступил в ВКП(б).
После войны продолжил военную службу, служил в Мурманске, Карелии, Калининграде. В 1957 году окончил Военную академию химической защиты. Был начальником химической службы дивизии, начальник химических войск 6-й и 11-й гвардейских армий. В 1973 году переехал в Самару: в 1973―1983 годах ― начальник химических войск Приволжского военного округа. В 1983 году вышел в отставку в звании генерал-майора технических войск.
Занимался и общественной деятельностью: с 1974 года избирался депутатом Ленинского районного Совета депутатов Самары. В 1993―2005 годах бессменно руководил Советом ветеранов Октябрьского района Самары.
В годы Великой Отечественной войны и последующей военной службы награждён орденами Отечественной войны I степени, Красной Звезды (дважды), «За службу Родине в Вооружённых Силах СССР» III степени, «Знак Почёта» и  медалями, в том числе медалью «За отвагу».
Ушёл из жизни 29 мая 2009 года в Самаре.

## Награды
- Орден Отечественной войны I степени (06.04.1985)[6]
- Орден Красной Звезды (1944, 21.02.1945)[4][5]
- Орден «За службу Родине в Вооружённых Силах  СССР» III степени (1975)[4]
- Орден «Знак Почёта» (1969)[1][2]
- Медаль «За отвагу» (09.06.1944)[4][5]
- Медаль «За победу над Германией в Великой Отечественной войне 1941—1945 гг.»[4][5]
- Юбилейная медаль «За воинскую доблесть. В ознаменование 100-летия со дня рождения Владимира Ильича Ленина»[4]
- Медаль «60 лет Вооруженным силам МНР» (29.12.1981)[7]